# 薔薇の鎖
「薔薇の鎖」（ばらのくさり）は、西城秀樹の8枚目のシングル。1974年2月25日にRCAから発売された。

## 解説
- 『月刊平凡』で募集された歌詞を原案にして、たかたかしが作詞した[3]。
- オリコンでは最高位3位を記録、100位内に18週ランクインし33.4万枚のセールスとなった[1][2]。
- テレビの音楽番組では、当時としては斬新なロッド・スチュアートばりのマイクスタンド・アクションを披露した[4]。子供たちの間ではホウキを持って、そのアクションを真似するのが大流行した[5]。
- 歌謡ポップスチャンネルの「ファンが選んだベスト20」では第9位に選出された[6]。

## 収録曲
（全作詞：たかたかし／作曲：鈴木邦彦／編曲：馬飼野康二）
1. 薔薇の鎖
原案：斉藤優子
2. 子猫とネズミ

## 「薔薇の鎖」のカバー
- 森重樹一・白田一秀・上野圭市・二見裕志 - 『西城秀樹ROCKトリビュート KIDS WANNA ROCK!』収録、1997年

## 収録アルバム
- 『傷だらけのローラ』